# Cuenca del río Grande de Tierra del Fuego
La cuenca del río Grande es el espacio natural comprendido por la cuenca hidrográfica del río Grande que se extiende desde la Provincia de Tierra del Fuego, Antártida e Islas del Atlántico Sur en Argentina hasta la Región de Magallanes y de la Antártica Chilena en Chile con un total de 4885 km², de los cuales un 56% (2736 km²) están al oeste y un 44% (2144 km²) al este de la frontera internacional. En área, es la mayor de las cuencas compartidas por ambos países.: 616 
En el inventario nacional de cuencas de Chile la cuenca está ubicada dentro del item 128 que reúne las cuencas en la isla Grande de Tierra del Fuego. En Argentina le corresponde el número 73 de su inventario. 
A partir de los años 70 se ha ampliado el concepto de cuenca hasta entender, ya en los primeros años del siglo XXI, una cuenca hidrográfica en lo que respecta a su definición espacial y funcional, como la unidad geopolítica y socioeconómica más apropiada y racional para el desarrollo integrado de los recursos de tierras y aguas asociados a la vegetación y en conjunto con los usuarios de nivel local y regional.: 17 

Cuenca del río Grande Tierra del Fuego.

## Límites
El cauce principal de la cuenca desemboca en el océano Atlántico bordeando la ciudad argentina de Río Grande y, siguiendo el sentido de los punteros del reloj, limita al sur con las cuencas de los lagos Cabo Peñas y San Luis, luego con la cuenca superior del río Fuego y ya derechamente al sur, y separado por la sierra de Beauvoir, con la cuenca del lago Fagnano, esto a ambos lados de la frontera internacional. Más al suroeste, limita con las pequeñas cuencas que vierten en el seno Almirantazgo, entre ellas la del río Paralelo, la del río Grande o Condor, río Caleta y así llega hasta su lado noroeste en que deslinda con las cuencas litorales que desembocan en bahía Inútil, que son entre otras río Moritz, río Green, río McClelland, río Tórrido y finalmente la del río Hondo. Al norte limita con la cuenca del río Chico (Tierra del Fuego).
Sus extremos alcanzan las coordenadas geográficas 53°32'S, 54°31′S, 67°41′W y 69°56'W.: 616 

## Población y regiones
Administrativamente la cuenca está incluida en la comuna chilena Timaukel y, en una mínima parte de la comuna de Porvenir en la hoya superior del río Rusfin. En la parte argentina, la hoya abarca los departamentos de Río Grande y Tolhuin.
La localidad de mayor importancia en la cuenca es la ciudad argentina de Río Grande, con 100.000 habitantes, ubicada en la desembocadura del río principal a orillas del océano Atlántico.
En el lado chileno existen varias estancias, aunque solo la estancia Vicuña, fundada en 1915 y ubicada entre el lago Blanco y la frontera, la estancia Río Grande, construida en 1906 a orillas del río Grande, la estancia Rusffin fundada en 1920 a orillas del río homónimo, están dentro de la cuenca.

## Subdivisiones
En Argentina, la cuenca lleva el número 73.
La Dirección General de Aguas del Ministerio de Obras Públicas de Chile ha dividido el lado chileno de la cuenca para mejor estudio y administración en las siguientes subcuencas y subsubcuencas:
| Cuenca           | Sub- cuenca | Subsub- cuenca | Aguas                                                   | Área drenaje km² | Observaciones          |
| ---------------- | ----------- | -------------- | ------------------------------------------------------- | ---------------- | ---------------------- |
| Tierra del Fuego |             |                |                                                         |                  |                        |
| 128              | 1287        | 12870          | Esteros Uribe y Covadonga y Afluentes Hasta Frontera    | 231              | Continua en Argentina. |
| 128              | 1287        | 12871          | Cuenca chorrillo Marcou y otros                         | 160              | Continua en Argentina. |
| 128              | 1287        | 12872          | Río Herminita y afluentes hasta frontera                | 619              | Continua en Argentina. |
| 128              | 1287        | 12873          | Río Grande Hasta confluencia con Río Rusphen (Incluido) | 1016             | Continua en Argentina. |
| 128              | 1287        | 12874          | Lago Lynch y Río Grande hasta antes Río Grande          | 522              |                        |
| 128              | 1287        | 12875          | Lago Blanco y Río Blanco                                | 1083             |                        |
| 128              | 1287        | 12876          | Ríos Cochrane y Grande hasta frontera                   | 490              | Continua en Argentina. |
| 128              | 1287        | 12878          | Río Rasmussen y sus afluentes hasta frontera            | 341              | Continua en Argentina. |
| 128              | 1287        | 12879          | Lago Deseado y afluentes río de la Turba o Menende      | 212              | Continua en Argentina. |

## Hidrografía

### Red hidrográfica
- Río Grande (río de Tierra del Fuego)

- Río Japón
- Río Moneta
- Río Bellavista o Rassmusen
- Río Herminita, inicialmente Munizaga

- Lago Mercedes

- Laguna Escondida (río Grande de Tierra del Fuego)
- Río Riveros

- Lago Lynch

- Río de la Turba o Menéndez

- Lago Deseado

- Río Blanco (Grande)

- Lago Blanco (Tierra del Fuego)

- Río Cochrane (Lago Blanco)

- Lago Chico (Tierra del Fuego)

### Caudales y régimen
La hoya tiene un régimen mixto con crecidas por lluvias de invierno y por el derretimiento de las nieves en primavera. Al cruce de la frontera el río principal lleva un caudal promedio anual de 21,7 m³/s.: 7 

### Glaciares
El inventario público de glaciares de Chile 2022 consigna 4 glaciares en la (sub-)cuenca 1287:
| código       | nombre     | tipo           | área km² | latitud           | longitud          | perímetro | altitud media | alt. máxima | alt. mínima | pendiente | espesor | volumen km³ |
| CL112879006@ | sin nombre | glaciar rocoso | 0.184    | 54° 24' 50.165" S | 68° 40' 47.901" W | 2.023     | 980.5         | 1137.0      | 876.0       | 21.6      | 15.6    | 0.003       |
| CL112879007@ | sin nombre | glaciar rocoso | 0.052    | 54° 25' 35.150" S | 68° 41' 14.230" W | 1.022     | 746.1         | 848.0       | 705.0       | 21.4      | 9.9     | 0.001       |
| CL112879008@ | sin nombre | glaciar rocoso | 0.051    | 54° 24' 3.883" S  | 68° 40' 46.396" W | 1.261     | 907.7         | 991.0       | 831.0       | 28.4      | 9.8     | 0.000       |
| CL112879010@ | sin nombre | glaciar rocoso | 0.049    | 54° 25' 0.009" S  | 68° 38' 50.027" W | 1.062     | 911.9         | 1019.0      | 844.0       | 28.2      | 9.7     | 0.000       |

### Humedales
(Ver más abajo.)

## Clima
De acuerdo con los datos recopilados por la Universidad Técnica de Dresde y según la clasificación climática de Köppen, la zona del lago Blanco, en la parte chilena de la cuenca, tiene un clima de tundra (código ET), con precipitaciones anuales de 440 mm y una temperatura promedio anual de 4,2 °C. En cambio, la ciudad de Río Grande tiene un clima oceánico subpolar (código Cfc), con una temperatura también en torno a los 5,6 °C, pero con lluvias de solo 300 mm por año.
Los diagramas Walter Lieth muestran con un área azul los periodos en que las precipitaciones sobrepasan la cantidad de agua que el calor del sol evapora en el mismo lapso de tiempo, (un promedio de 10 °C mensuales evaporan 20 mm de agua caída) dejando un clima húmedo. Por el contrario, las zonas amarillas indican que durante ese tiempo el agua caída puede ser evaporada por el calor del sol.
|  |  |

## Flora
Ecorregionalmente su cuenca pertenece a la ecorregión terrestre pastizales patagónicos. Sus aguas se incluyen en la ecorregión de agua dulce Patagonia. Sus aguas desembocan en un esturio incluido en la ecorregión marina plataforma patagónica.
Fitogeográficamente, la flora de su cuenca corresponde a la región de las estepas magallánicas del sector norte de la isla Grande, pertenecientes al distrito fitogeográfico patagónico fueguino de la provincia fitogeográfica patagónica.
La estepa fueguina se caracteriza por la ausencia de árboles y la presencia de pastizales graminosos dominados por el coirón; también se observa murtilla, y mata negra. Son muy comunes las tropas de guanacos australes. Entre las especies amenazadas de extinción que habitan en la cuenca destaca el cauquén cabeza colorada.
En la zona de su desembocadura se encuentran algunos arbustos de mata verde, con manchones de salicornia, pastizales y numerosos bajos con suelos descubiertos e inundables.

## Actividades económicas
La mayoría de las actividades económicas se realizan en el lado argentino de la cuenca y están centradas en torno a la ciudad de Río Grande.
Por el lado chileno existe explotación ganadera ovina en la parte norte de la cuenca. Sin embargo los bosques de la parte sur no son explotados.

### Embalses y/o centrales hidroeléctricas
En el lado chileno no existen, al año 2021, ni embalses ni centrales hidroeléctricas.: 60 

### Turismo
Es un destino turístico popular para la pesca de salmónidos con «mosca».

## Áreas bajo protección oficial y conservación de la biodiversidad
Su desembocadura es parte de la reserva Costa Atlántica de Tierra del Fuego, que constituye un sitio de la red hemisférica de reservas para aves playeras con categoría «hemisférico»; asimismo en 1995 fue incorporada a la lista de humedales de importancia internacional de la Convención Ramsar. La extensión de las planicies de marea es clave para la alimentación de las aves migratorias hemisféricas; las mismas son producidas por la notable amplitud de las mareas, las cuales penetran en el tramo final de este río, generando un estuario de alta biodiversidad. La reserva alberga el 43 % de la población mundial de la becasa de mar, junto con importantes poblaciones del chorlo rojizo.
En el extremo occidental de la hoya se encuentra el parque natural Karukinka, privado y que promueve una nueva forma de protección a la naturaleza.